# The Capitol Albums, Volume 2
The Capitol Albums, Volume 2 − CD бокс-сет, включающий все американские альбомы The Beatles 1965 года, выпущенные звукозаписывающей компанией Capitol Records.
Бокс-сет дебютировал в чарте альбомов Billboard 29 апреля 2006 на 46-м месте, количество проданных к тому моменту экземпляров составило около 27 тыс. 19 мая 2006 бокс-сет был сертифицирован RIAA как «золотой».
Как и The Capitol Albums, Volume 1, бокс-сет содержит только оригинальные американские моно- и стерео-версии британских записей The Beatles, ремастированных в 60-х на студии Capitol при подготовке к тиражированию на виниловых пластинках, из-за чего звучание американских и британских пластинок значительно различалось. Американские альбомы характерны более чистым, звонким звуком с высокими частотами на фоне глуховатых британских оригиналов. В американские альбомы часто включали оригинальные британские миксы, которые, после отправки в США, переделывались для британских альбомов. Для некоторых американских записей ливерпульской четвёрки Capitol использовала интенсивный эффект реверберации, а также дуофонию ("дуофоническое стерео") - способ создания стереомиксов из монофонических (так было с синглами и бисайдами, которые в Британии микшировались только в моно и, соответственно, в этом же формате отправлялись и за океан). Иногда похожим образом создавались монофонические миксы - в этом случае двухканальные стерео-дорожки сводили в одну при отсутствии оригинальных моно-пленок. Таким образом, вследствие американского характерного мастеринга, самостоятельного производства некоторых стерео- и мономиксов, а также других особенностей, американский каталог The Beatles приобрел свое, отличное от британского, звучание. Многие аудиофилы до сих пор отдают предпочтение именно "американскому звуку".

## Неправильные мономиксы
Некоторое количество бокс-сетов и пробных дисков, ставших доступными ещё до 11 апреля 2006 — официальной даты выпуска — содержат неправильные мономиксы на альбомах Beatles VI и Rubber Soul (как результат несколько более ранней даты издания в Великобритании, а также спешки при формировании тиража заранее заказанных копий). Хотя на альбомах должны были быть помещены оригинальные мономиксы, вместо них были размещены моно-версии, полученные путем простого сложения двух каналов из стереомиксов (англ. mono fold-downs of the stereo versions). Ошибка была понятна, поскольку американские мономиксы винилового издания альбомов The Early Beatles и Help! были получены из стереомиксов именно таким способом. Но в американских виниловых изданиях Beatles VI и Rubber Soul в оригинале были другие миксы. В то время не было точно известно, была ли эта ошибка допущена лишь на одной фабрике по печати дисков, или на всех задействованных фабриках, но теперь похоже на то, что это недоразумение затронуло все комплекты дисков, выпущенные до официального выпуска. (англ. It was initially unknown whether this error was restricted to one pressing plant, or all pressings, but now seems to involve all sets prior to the issue of the «corrected» version.)
Специалист по The Beatles Брюс Спайзер (англ. en:Bruce Spizer), который также написал подробные заметки об этом бокс-сете, писал на фан-сайте whatgoeson.com Архивная копия от 12 ноября 2008 на Wayback Machine, что «субподрядная фирма, осуществлявшая мастеринг, ошибочно послала мономиксы, сделанные из стереомиксов» (англ. «third party mastering facility incorrectly sent stereo-to-mono mixdowns») на фабрики по изготовлению дисков вместо старых оригинальных (vintage) мономиксов.
Объяснение этой ошибки, данное в то время, было, что Capitol предполагала, что стерео-версии будут иногда проигрываться в моно, и хотела протестировать, каково будет при этом звучание (для Beatles VI and Rubber Soul; это не являлось проблемой для других двух альбомов), — и потому сделала преобразованные из стереомиксов моноверсии (англ. fold down copies of the stereo versions) только для тестирования, как это будет звучать в моно; но по чьей-то ошибке эти миксы ушли на производство дисков вместо «правильных» мономиксов.
«Объединенные стереомиксы» (англ. «folded down stereo mixes») — это стереомиксы, сигналы обоих каналов которых суммированы из левого и правого; хотя технически это мономиксы (то есть звук из левой и правой колонок одинаков), они не являются теми моно-миксами, которые были изданы Capitol в 1965. Они во многом отличаются от «старых» — как, например, «настоящий» мономикс песни «I’m Looking Through You» (на Rubber Soul), где убран «фальстарт» песни, имеющийся на стереомиксе; но на «объединенном из стерео в моно», «новом» мономиксе этот «фальстарт» присутствует. Различия между стерео- и мономиксами являются одним из наиболее привлекательных факторов для коллекционеров.
Наиболее простой способ определить, «правильные» ли мономиксы в данном экземпляре бокс-сета, — это проверить общее время звучания дисков на CD-проигрывателе: у дисков с «правильными» мономиксами оно немного больше.
Диск 1 = 52:25

Диск 2 = 56:16 (у диска с «неправильными» мономиксами 56:01)

Диск 3 = 59:07

Диск 4 = 59:08 (у диска с «неправильными» мономиксами 59:01)

## Перечень дисков
| Диск | Название                     | Номер по каталогу    |
| ---- | ---------------------------- | -------------------- |
| 1    | The Early Beatles            | CDP 0946 3 57498 2 3 |
| 2    | Beatles VI                   | CDP 0946 3 57499 2 2 |
| 3    | Help! (версия для США)       | CDP 0946 3 57500 2 7 |
| 4    | Rubber Soul (версия для США) | CDP 0946 3 57501 2 6 |

- Каждый диск бокс-сета включает в себя как монофоническую, так и стереофоническую версии каждого альбома.

За несколько недель до официального выпуска был издан рекламный диск, содержащий, как и в случае с «Volume 1», стерео- и моно-версии восьми песен.